# Paris–Roubaix

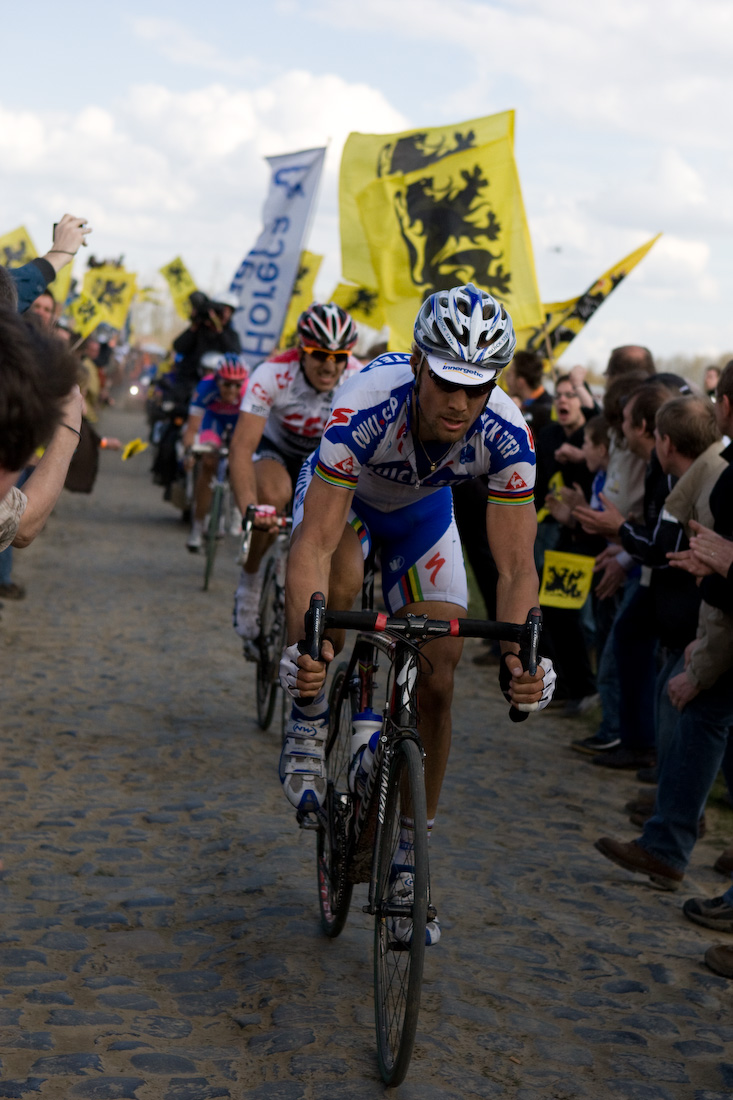
Tom Boonen och Fabian Cancellara under Paris–Roubaix 2008.

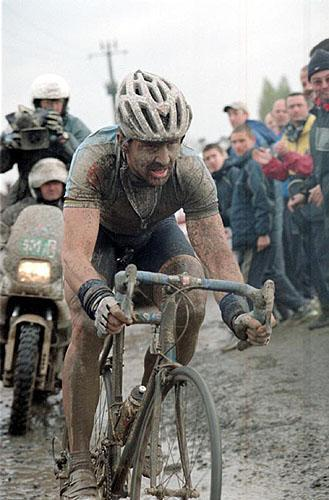
Johan Museeuw under Paris–Roubaix 2006.

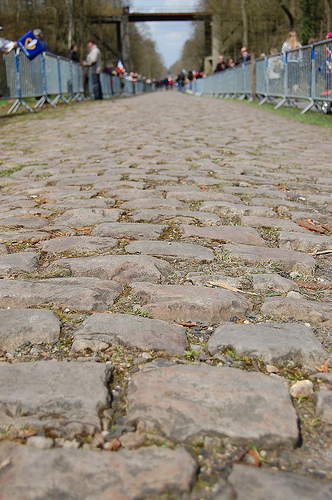
Pavésektionen i Arenbergskogen (2008).

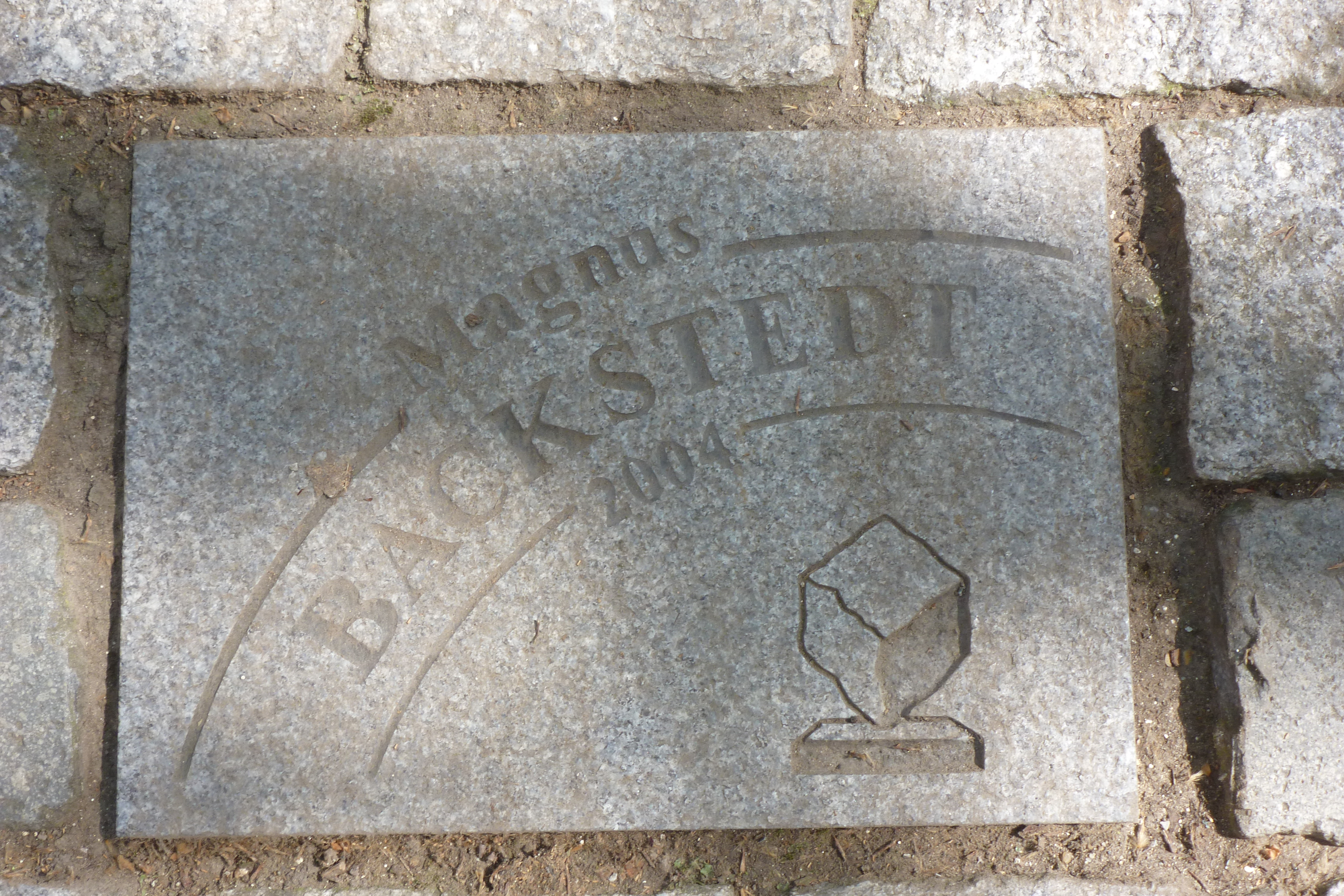
Officiell minnessten för Magnus Bäckstedts seger 2004.

Paris–Roubaix, populärt kallat "l'enfer du Nord",  "helvetet i norr", är ett professionellt cykellopp för herrar och damer. Det är ett av de fem "monumenten", endagars cykeltävlingar som funnits länge och som är extra prestigefyllt att vinna. Loppet karaktäriseras av en bansträckning som till stor del utgörs av svårcyklade gatstensbelagda vägar, även kallade pavé-sektioner från franskans "secteur pavé", där "pavé" betyder just gat- eller kullersten. Loppet mäter 261 km och 55 km av dessa avgörs på gatsten. Loppet är ett av två monument som till stora delar avgörs på gatsten – det andra är Flandern runt. Varje gatstenssektion i Paris–Roubaix är klassificerad med hänsyn till vilket skick underlaget är i och hur lång den är. En femma indikerar ett svårt underlag på en lång sträcka och en etta indikerar ett lättare underlag på en kort sträcka. Loppet har sedan 1943 målgång på Vélodrome André Pétrieux i Roubaix.
2021 kördes det första Paris–Roubaix Femmes för damer. Loppet startade i Denain, var 116,4 kilometer långt och innefattade samma 17 pavésektioner (sammanlagt 29,2 km) som slutet av herrloppet dagen efter.
Från 1967 till 1994 kördes även ett amatörlopp, vilket 1995 gjordes om till ett U23-lopp, Paris–Roubaix Espoirs.

## Historia
Paris–Roubaix startades 1896 av de båda fabriksägarna Theo Vienne och Maurice Perez. De hade sett hur populära söndagsloppen var bland textilarbetarna och föreslog ett lopp med start i Paris och med avslutning på velodromen i Roubaix. Den första upplagan vanns av tysken Josef Fischer, men den franska nationalstoltheten återställdes följande år då fransmannen Maurice Garin vann efter ett dramatiskt upplopp där hans landsman Mathieu Cordang föll. 
Loppet var inledningsvis tänkt som en uppvärmning inför långloppet Bordeaux–Paris och därför användes cyklister eller motorcyklister som farthållare. År 1901 bytte arrangörerna mediasponsor från le Vélo till l'Auto-Vélo (senare l'Auto) och i några år hölls två olika tävlingar tills den franska regeringen grep in och sade att bara en tävling fick hållas.
Smeknamnet "l'enfer du Nord", ungefär "helvetet i norr", myntades av en journalist i Paris efter första världskriget. Norra Frankrike hade blivit förstört efter ett fyra år långt skyttegravskrig som hade dödat miljontals. År 1919 kantades loppet av bombkratrar och ännu inte igenfyllda skyttegravar. 
Den belgiska dominansen började 1922 då Albert Dejonghe vann. Fyra av de sex främsta i loppet var belgare och fram till 1977 vanns endast 12 upplagor av en icke-belgare. År 1923 blev schweizaren Heiri Suter den förste som vann Flandern runt och Paris–Roubaix under samma år. Nio cyklister har sedan dess lyckats med den klassiska så kallade "dubbeln". Romain Gijssels år 1932, Gaston Rebry år 1934, Raymond Impanis år 1954, Alfred De Bruyne år 1957, Rik Van Looy år 1962, Roger De Vlaeminck år 1977, Peter Van Petegem år 2003, Tom Boonen år 2005 och 2012 samt Fabian Cancellara år 2010 och 2013.
Förbättringar av vägarna på 1960-talet hotade Paris–Roubaixs karaktär och man letade efter fler vägavsnitt med gatsten. Den legendariske Jean Stablinski föreslog Arenbergskogen (Forêt d'Arenberg). "Jag pratar om gatsten, inte lera", svarade tävlingsledaren Jacques Goddet. Arenbergskogen infördes ändå och har varit en avgörande del av loppet sen dess. 
På 1970-talet handlade loppet mycket om duellerna mellan belgarna Roger De Vlaemnick och Eddy Merckx. Åren 1978–1980 vann Francesco Moser loppet tre gånger i rad och blev då den främste italienaren i loppet, till och med bättre än legendaren Fausto Coppi. Slutet av 1990-talet dominerades av "Flanderns lejon", Johan Museeuw. År 2004 vann Magnus Bäckstedt loppet som förste svensk.

## Kontroverser
År 1936 korsade belgaren Romain Maes mållinjen framför fransmannen Georges Speicher, men domarna dömde Speicher var vinnaren av loppet och Maes blev placerad som tvåa. Trots protester ändrades inte resultatet. Tretton år senare tog det flera månader att reda ut vem den verkliga vinnaren var av Paris-Roubaix 1949. André Mahé som vann tävlingen hade nämligen cyklat fel väg då funktionärer visade honom fel väg till velodromen i Roubaix. Några minuter senare korsade några andra cyklister mållinjen, dessa hade cyklat rätt väg, och Fausto Coppis lillebror Serse Coppi vann den spurten. Efter flera protester och flera månader senare utsågs Serse Coppi och André Mahe som vinnare genom ex aequo et bono, utifrån det skäliga och goda.
1930 slutade Jean Maréchal 24 sekunder framför belgaren Julien Vervaecke men blev tvåa i tävlingen då Maréchal hade försökt passera Vervaecke, varpå belgaren ramlade ned i ett dike. Fyra år senare blev Roger Lapébie diskvalificerad för att ha bytt cykel och Gaston Rebry, som hade slutat tvåa, blev utsedd till vinnare när funktionärer upptäckte att Lapébie saknade klistermärke. 
Leif Hoste, Peter van Petegem och Vladimir Gusev blev alla diskvalificerade 2006 när de hade korsat en stängd järnvägsbom under loppet. Cyklisterna hade slutat bakom vinnaren Fabian Cancellara men nu tog Tom Boonen och Alessandro Ballan över prispallsplaceringarna.
Även under 2015 års upplaga var cyklister tvungna att stanna för att släppa förbi ett passerande tåg. Trots att flertalet cyklister korsade spåret efter bommarna fällts ner, valde juryn att inte diskvalificera någon åkare.

## Podieplaceringar

### Herrar[8]
| År         | Vinnare                | Tvåa                   | Trea                 |
| 1896       | Josef Fischer          | Charles Meyer          | Maurice Garin        |
| 1897       | Maurice Garin          | Mathieu Cordang        | Michel Frédérick     |
| 1898       | Maurice Garin          | Auguste Stephane       | Édouard Wattelier    |
| 1899       | Albert Champion        | Paul Bor               | Ambroise Garin       |
| 1900       | Émile Bouhours         | Josef Fischer          | Maurice Garin        |
| 1901       | Lucien Lesna           | Ambroise Garin         | Lucien Itsweire      |
| 1902       | Lucien Lesna           | Édouard Wattelier      | Ambroise Garin       |
| 1903       | Hippolyte Aucouturier  | Claude Chapperon       | Louis Trousselier    |
| 1904       | Hippolyte Aucouturier  | César Garin            | Lucien Pothier       |
| 1905       | Louis Trousselier      | René Pottier           | Henri Cornet         |
| 1906       | Henri Cornet           | Marcel Cadolle         | René Pottier         |
| 1907       | Georges Passerieu      | Cyrille Van Hauwaert   | Louis Trousselier    |
| 1908       | Cyrille Van Hauwaert   | Georges Lorgeou        | François Faber       |
| 1909       | Octave Lapize          | Louis Trousselier      | Jules Masselis       |
| 1910       | Octave Lapize          | Cyrille Van Hauwaert   | Eugène Christophe    |
| 1911       | Octave Lapize          | Alphonse Charpiot      | Cyrille Van Hauwaert |
| 1912       | Charles Crupelandt     | Gustave Garrigou       | Maurice Leturgie     |
| 1913       | François Faber         | Charles Deruyter       | Charles Crupelandt   |
| 1914       | Charles Crupelandt     | Louis Luguet           | Louis Mottiat        |
| 1915– 1918 | ej avhållet            | ej avhållet            | ej avhållet          |
| 1919       | Henri Pélissier        | Philippe Thys          | Honoré Barthélémy    |
| 1920       | Paul Deman             | Eugène Christophe      | Lucien Buysse        |
| 1921       | Henri Pélissier        | Francis Pélissier      | Léon Scieur          |
| 1922       | Albert Dejonghe        | Jean Rossius           | Émile Masson Sr.     |
| 1923       | Heiri Suter            | René Vermandel         | Félix Sellier        |
| 1924       | Jules Van Hevel        | Maurice Ville          | Félix Sellier        |
| 1925       | Félix Sellier          | Pierino Bestetti       | Jules Van Hevel      |
| 1926       | Julien Delbecque       | Gustaaf Van Slembrouck | Gaston Rebry         |
| 1927       | Georges Ronsse         | Joseph Curtel          | Charles Pélissier    |
| 1928       | André Leducq           | Georges Ronsse         | Charles Meunier      |
| 1929       | Charles Meunier        | Georges Ronsse         | Aimé Deolet          |
| 1930       | Julien Vervaecke       | Jean Maréchal          | Antonin Magne        |
| 1931       | Gaston Rebry           | Charles Pélissier      | Emile Decroix        |
| 1932       | Romain Gijssels        | Georges Ronsse         | Herbert Sieronski    |
| 1933       | Sylvère Maes           | Julien Vervaecke       | Léon Le Calvez       |
| 1934       | Gaston Rebry           | Jean Wauters           | Frans Bonduel        |
| 1935       | Gaston Rebry           | André Leducq           | Jean Aerts           |
| 1936       | Georges Speicher       | Romain Maes            | Gaston Rebry         |
| 1937       | Jules Rossi            | Albert Hendrickx       | Noël Declercq        |
| 1938       | Lucien Storme          | Louis Hardiquest       | Marcel Van Houtte    |
| 1939       | Émile Masson Jr.       | Marcel Kint            | Roger Lapébie        |
| 1940– 1942 | ej avhållet            | ej avhållet            | ej avhållet          |
| 1943       | Marcel Kint            | Jules Lowie            | Louis Thiétard       |
| 1944       | Maurice Desimpelaere   | Jules Rossi            | Louis Thiétard       |
| 1945       | Paul Maye              | Lucien Teisseire       | Kléber Piot          |
| 1946       | Georges Claes          | Louis Gauthier         | Lucien Vlaemynck     |
| 1947       | Georges Claes          | Adolf Verschueren      | Louis Thiétard       |
| 1948       | Rik Van Steenbergen    | Émile Idée             | Georges Claes        |
| 1949       | Serse Coppi André Mahé |                        | Frans Leenen         |
| 1950       | Fausto Coppi           | Maurice Diot           | Fiorenzo Magni       |
| 1951       | Antonio Bevilacqua     | Louison Bobet          | Rik Van Steenbergen  |
| 1952       | Rik Van Steenbergen    | Fausto Coppi           | André Mahé           |
| 1953       | Germain Derycke        | Donato Piazza          | Wout Wagtmans        |
| 1954       | Raymond Impanis        | Stan Ockers            | Marcel Rijckaert     |
| 1955       | Jean Forestier         | Fausto Coppi           | Louison Bobet        |
| 1956       | Louison Bobet          | Fred De Bruyne         | Jean Forestier       |
| 1957       | Fred De Bruyne         | Rik Van Steenbergen    | Léon Van Daele       |
| 1958       | Léon Van Daele         | Miguel Poblet          | Rik Van Looy         |
| 1959       | Noël Foré              | Gilbert Desmet         | Marcel Janssens      |
| 1960       | Pino Cerami            | Tino Sabbadini         | Miguel Poblet        |
| 1961       | Rik Van Looy           | Marcel Janssens        | René Vanderveken     |
| 1962       | Rik Van Looy           | Emile Daems            | Frans Schoubben      |
| 1963       | Emile Daems            | Rik Van Looy           | Jan Janssen          |

| År   | Vinnare                 | Tvåa                    | Trea                 |
| 1964 | Peter Post              | Benoni Beheyt           | Yvo Molenaers        |
| 1965 | Rik Van Looy            | Edward Sels             | Willy Vannitsen      |
| 1966 | Felice Gimondi          | Jan Janssen             | Gustaaf De Smet      |
| 1967 | Jan Janssen             | Rik Van Looy            | Rudi Altig           |
| 1968 | Eddy Merckx             | Herman Van Springel     | Walter Godefroot     |
| 1969 | Walter Godefroot        | Eddy Merckx             | Willy Vekemans       |
| 1970 | Eddy Merckx             | Roger De Vlaeminck      | Eric Leman           |
| 1971 | Roger Rosiers           | Herman Van Springel     | Marino Basso         |
| 1972 | Roger De Vlaeminck      | André Dierickx          | Barry Hoban          |
| 1973 | Eddy Merckx             | Walter Godefroot        | Roger Rosiers        |
| 1974 | Roger De Vlaeminck      | Francesco Moser         | Marc Demeyer         |
| 1975 | Roger De Vlaeminck      | Eddy Merckx             | André Dierickx       |
| 1976 | Marc Demeyer            | Francesco Moser         | Roger De Vlaeminck   |
| 1977 | Roger De Vlaeminck      | Willy Teirlinck         | Freddy Maertens      |
| 1978 | Francesco Moser         | Roger De Vlaeminck      | Jan Raas             |
| 1979 | Francesco Moser         | Roger De Vlaeminck      | Hennie Kuiper        |
| 1980 | Francesco Moser         | Gilbert Duclos-Lassalle | Dietrich Thurau      |
| 1981 | Bernard Hinault         | Roger De Vlaeminck      | Francesco Moser      |
| 1982 | Jan Raas                | Yvon Bertin             | Gregor Braun         |
| 1983 | Hennie Kuiper           | Gilbert Duclos-Lassalle | Francesco Moser      |
| 1984 | Sean Kelly              | Rudy Rogiers            | Alain Bondue         |
| 1985 | Marc Madiot             | Bruno Wojtinek          | Sean Kelly           |
| 1986 | Sean Kelly              | Rudy Dhaenens           | Adrie van der Poel   |
| 1987 | Eric Vanderaerden       | Patrick Versluys        | Rudy Dhaenens        |
| 1988 | Dirk Demol              | Thomas Wegmüller        | Laurent Fignon       |
| 1989 | Jean-Marie Wampers      | Dirk De Wolf            | Edwig Van Hooydonck  |
| 1990 | Eddy Planckaert         | Steve Bauer             | Edwig Van Hooydonck  |
| 1991 | Marc Madiot             | Jean-Claude Colotti     | Carlo Bomans         |
| 1992 | Gilbert Duclos-Lassalle | Olaf Ludwig             | Johan Capiot         |
| 1993 | Gilbert Duclos-Lassalle | Franco Ballerini        | Olaf Ludwig          |
| 1994 | Andrei Tchmil           | Fabio Baldato           | Franco Ballerini     |
| 1995 | Franco Ballerini        | Andrei Tchmil           | Johan Museeuw        |
| 1996 | Johan Museeuw           | Gianluca Bortolami      | Andrea Tafi          |
| 1997 | Frédéric Guesdon        | Jo Planckaert           | Johan Museeuw        |
| 1998 | Franco Ballerini        | Andrea Tafi             | Wilfried Peeters     |
| 1999 | Andrea Tafi             | Wilfried Peeters        | Tom Steels           |
| 2000 | Johan Museeuw           | Peter Van Petegem       | Erik Zabel           |
| 2001 | Servais Knaven          | Johan Museeuw           | Romāns Vainšteins    |
| 2002 | Johan Museeuw           | Steffen Wesemann        | Tom Boonen           |
| 2003 | Peter Van Petegem       | Dario Pieri             | Vjatjeslav Jekimov   |
| 2004 | Magnus Bäckstedt        | Tristan Hoffman         | Roger Hammond        |
| 2005 | Tom Boonen              | George Hincapie         | Juan Antonio Flecha  |
| 2006 | Fabian Cancellara       | Tom Boonen              | Alessandro Ballan    |
| 2007 | Stuart O'Grady          | Juan Antonio Flecha     | Steffen Wesemann     |
| 2008 | Tom Boonen              | Fabian Cancellara       | Alessandro Ballan    |
| 2009 | Tom Boonen              | Filippo Pozzato         | Thor Hushovd         |
| 2010 | Fabian Cancellara       | Thor Hushovd            | Juan Antonio Flecha  |
| 2011 | Johan Vansummeren       | Fabian Cancellara       | Maarten Tjallingii   |
| 2012 | Tom Boonen              | Sébastien Turgot        | Alessandro Ballan    |
| 2013 | Fabian Cancellara       | Sep Vanmarcke           | Niki Terpstra        |
| 2014 | Niki Terpstra           | John Degenkolb          | Fabian Cancellara    |
| 2015 | John Degenkolb          | Zdeněk Štybar           | Greg Van Avermaet    |
| 2016 | Mathew Hayman           | Tom Boonen              | Ian Stannard         |
| 2017 | Greg Van Avermaet       | Zdeněk Štybar           | Sebastian Langeveld  |
| 2018 | Peter Sagan             | Silvan Dillier          | Niki Terpstra        |
| 2019 | Philippe Gilbert        | Nils Politt             | Yves Lampaert        |
| 2020 | ej avhållet             | ej avhållet             | ej avhållet          |
| 2021 | Sonny Colbrelli         | Florian Vermeersch      | Mathieu van der Poel |
| 2022 | Dylan van Baarle        | Wout van Aert           | Stefan Küng          |
| 2023 | Mathieu van der Poel    | Jasper Philipsen        | Wout van Aert        |
| 2024 | Mathieu van der Poel    | Jasper Philipsen        | Mads Pedersen        |
| 2025 | Mathieu van der Poel    | Tadej Pogačar           | Mads Pedersen        |

### Damer[9]
| År   | Vinnare                | Tvåa             | Trea                 |
| ---- | ---------------------- | ---------------- | -------------------- |
| 2021 | Lizzie Deignan         | Marianne Vos     | Elisa Longo Borghini |
| 2022 | Elisa Longo Borghini   | Lotte Kopecky    | Lucinda Brand        |
| 2023 | Alison Jackson         | Katia Ragusa     | Marthe Truyen        |
| 2024 | Lotte Kopecky          | Elisa Balsamo    | Pfeiffer Georgi      |
| 2025 | Pauline Ferrand-Prévot | Letizia Borghesi | Lorena Wiebes        |

### Juniorer[10]
- 2003  Anthony Colin
- 2004  Geraint Thomas
- 2005  Michael Bär
- 2006  Raymond Kreder
- 2007  Fabien Taillefer
- 2008  Andrew Fenn
- 2009  Guillaume Van Keirsbulck
- 2010  Jasper Stuyven
- 2011  Florian Sénéchal
- 2012  Mads Würtz Schmidt
- 2013  Mads Pedersen
- 2014  Magnus Bak Klaris
- 2015  Bram Welten
- 2016  Jarno Mobach
- 2017  Thomas Pidcock
- 2018  Lewis Askey
- 2019  Hidde Van Veenendaal
- 2020 Inställt på grund av COVID19-pandemin
- 2021  Stian Fredheim
- 2022  Niels Michotte
- 2023  Matys Grisel
- 2024  Jakob Omrzel
- 2025  Michiel Mourisl

### U23/Amatörer
Se Paris–Roubaix Espoirs